# Peulalu
Peulalu is een bestuurslaag in het regentschap Aceh Timur van de provincie Atjeh, Indonesië. Peulalu telt 1460 inwoners (volkstelling 2010).